# Az-Zamanijja
Az-Zamanijja – wieś w Syrii, w muhafazie Damaszek. W 2004 roku liczyła 1790 mieszkańców.